# Real Club Náutico de La Coruña

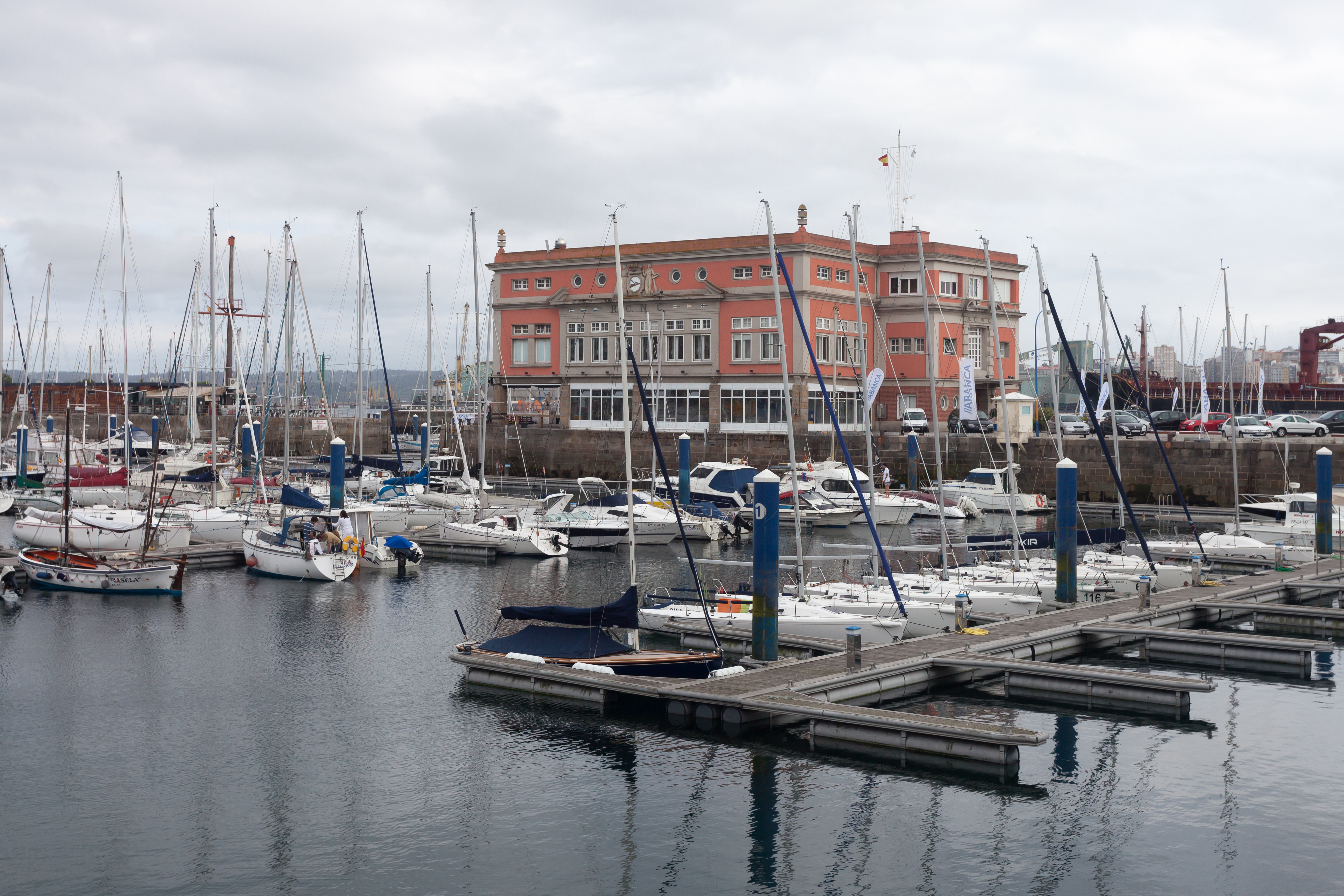
Sede social.

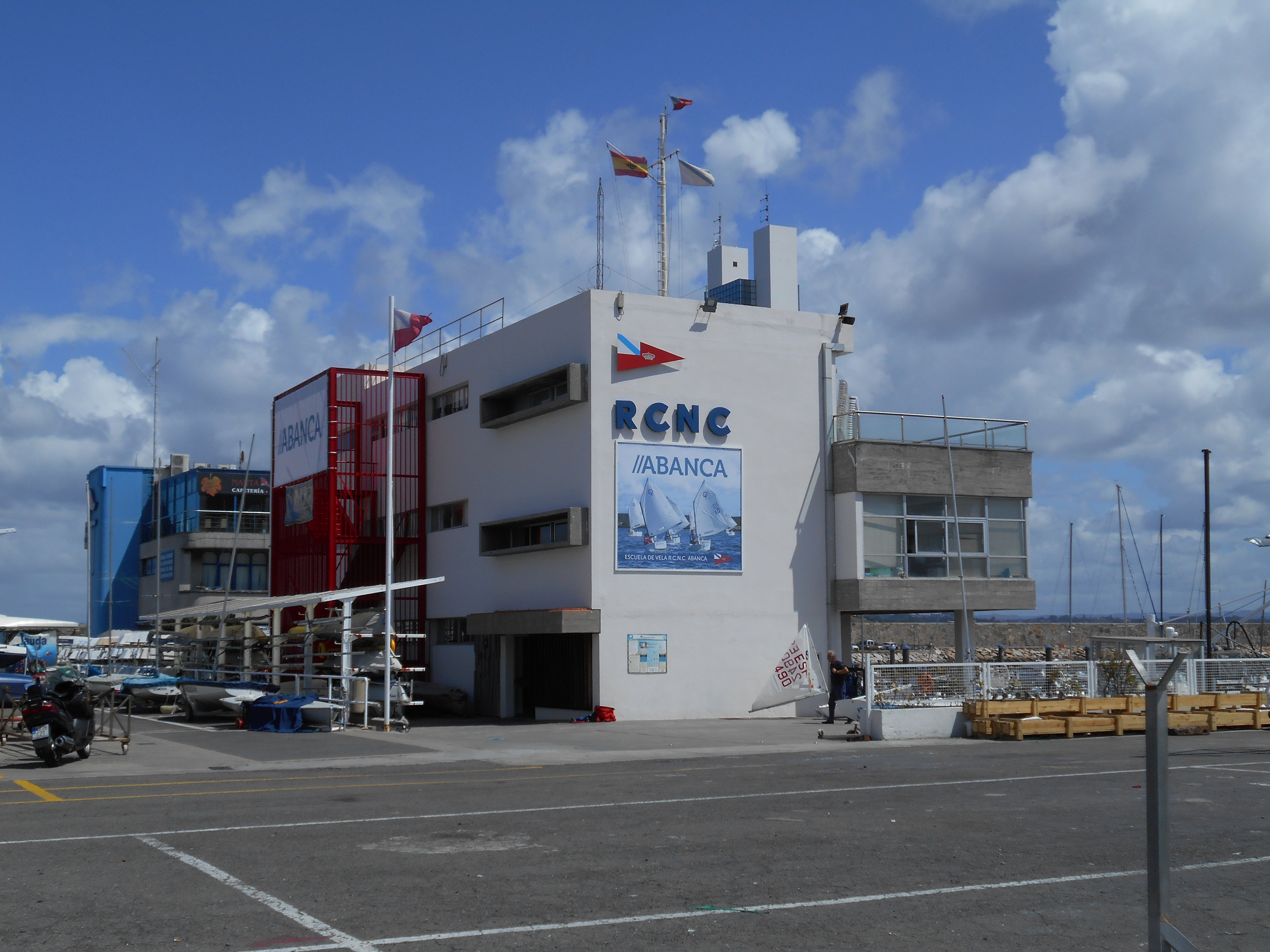
Escuela de Vela.

El Real Club Náutico de La Coruña es un club náutico situado en La Coruña, España. Pertenece a la Asociación Española de Clubes Náuticos.

## Historia
Fue fundado en 1926 para el fomento y la promoción de los deportes náuticos, según se recoge en su acta fundacional. En 1968 se creó su escuela de vela, para la enseñanza de este deporte.

## Deportistas
Roberto Bermúdez de Castro y Carlos Bermúdez de Castro ganaron para su flota Snipe, la número 168 de la SCIRA, un campeonato de España y el Trofeo Su Majestad el Rey en 1991. Roberto Bermúdez de Castro también ganó la Volvo Ocean Race 2014–15 a bordo del "Azzam".
En 2012 la regatista del RCNC Sofía Toro, ganó la medalla de oro en los Juegos Olímpicos de Londres 2012 en la clase Elliott 6m.

## Regatas
Desde 2002 organiza anualmente la Regata S.A.R. Infanta Elena para cruceros.
Ha organizado el Campeonato Mundial de Optimist en 2000 y el de Snipe en 2017, así como el Campeonato de Europa Juvenil de Snipe en 1993.